# Seznam armad Waffen-SS
Seznam armad Waffen-SS.

## Seznam
- 1. SS-tankovska armada
- 6. SS-tankovska armada
- 11. SS-tankovska armada